# Breazu
Breazu – wieś w Rumunii, w okręgu Jassy, w gminie Rediu. W 2011 roku liczyła 1430 mieszkańców.